# Kucsmás sármány
A kucsmás sármány (Emberiza melanocephala) a madarak (Aves) osztályának a verébalakúak (Passeriformes) rendjébe, ezen belül a sármányfélék (Emberizidae) családjába tartozó faj.

## Előfordulása
Európa keleti részén és Ázsia egyes területein honos. Rövidtávú vonuló, de messzire is elkóborolhat.

## Megjelenése
Testhossza 16–17 centiméter, szárnyfesztávolsága 26–30 centiméter, testtömege pedig 24–33 gramm. A hímnek fekete a feje.
|  |  |

## Életmódja
Tápláléka magvakból, más növényi részekből és rovarokból áll.

## Szaporodása

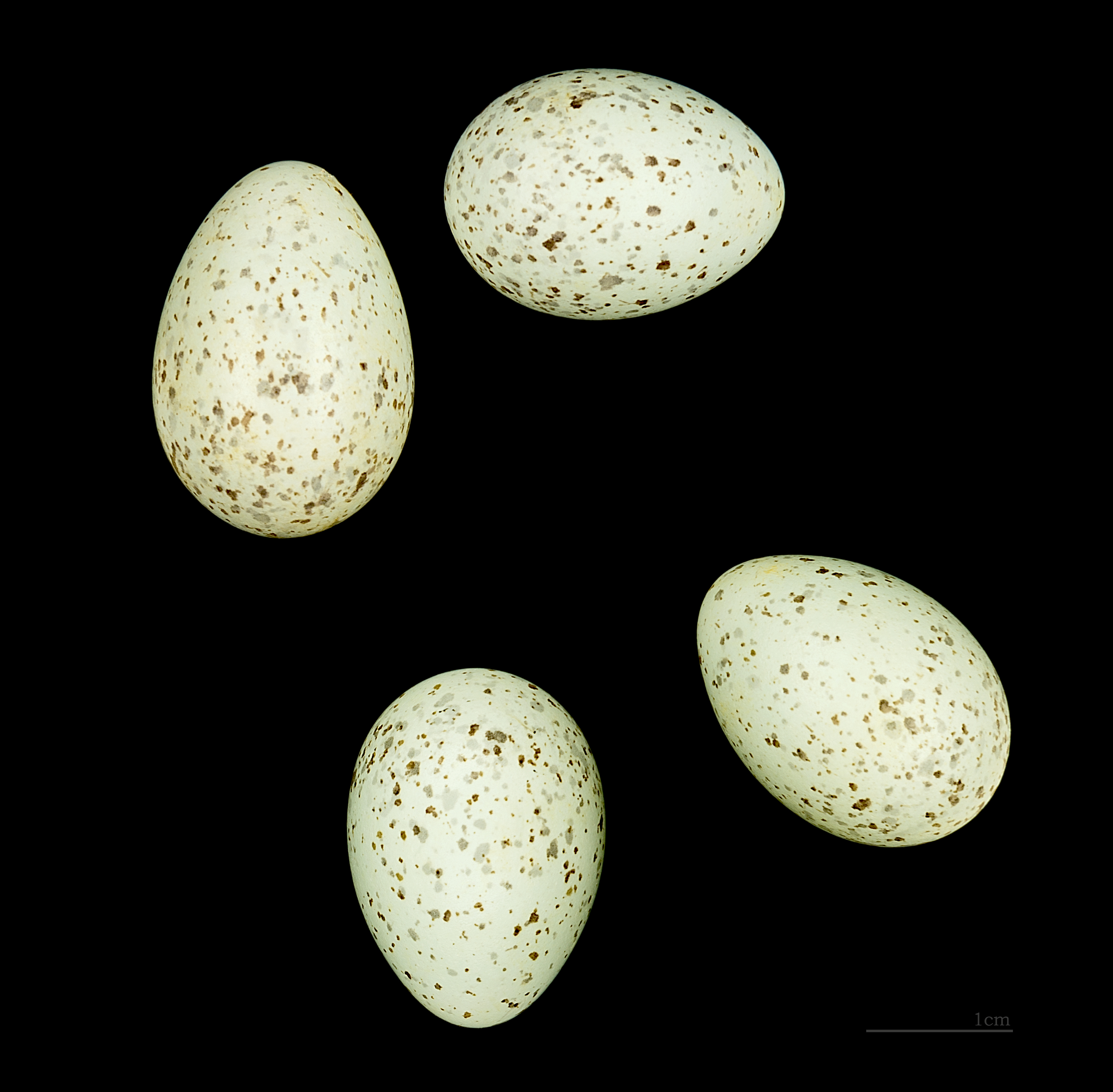
Emberiza melanocephala

Sűrű, magas bokrosokban, erdős sztyeppek, gyümölcsösökben, olajfaültetvényeken fészkel. Fészekalja 3–7 tojásból áll, melyen 10–16 napig kotlik.

## Kárpát-medencei előfordulása
Magyarországon rendkívül ritka kóborló.